# Catocala protonympha
Catocala protonympha är en fjärilsart som beskrevs av Jean Baptiste Boisduval 1840. Catocala protonympha ingår i släktet Catocala och familjen nattflyn. Inga underarter finns listade i Catalogue of Life.